# ديفيد فيليبس (كاتب كندي)
ديفيد فيليبس هو كاتب كندي، ولد في 8 سبتمبر 1944.